# Alexander Batliner

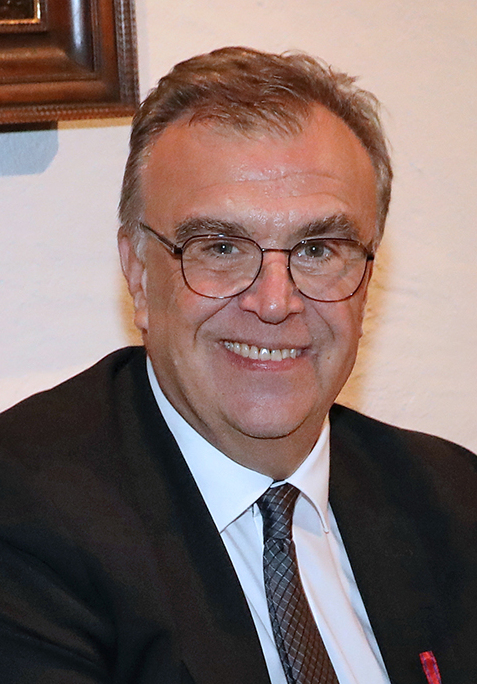
Batliner (2025)

Alexander Batliner (* 24. Oktober 1967 in Chur, Schweiz) ist ein liechtensteinischer Politiker und war von 2009 bis 2013 Parteipräsident der Fortschrittlichen Bürgerpartei (FBP).

## Ausbildung und Beruf
Alexander Batliner wurde 1967 als jüngstes von vier Kindern des liechtensteinischen Rechtsanwaltes, Finanztreuhänderes und Kunstsammlers Herbert Batliner in Chur im Kanton Graubünden geboren. Er wuchs in der liechtensteinischen Hauptstadt Vaduz auf und besuchte die dortige Volksschule. Danach besuchte er die Sekundarschule in Wangs im Kanton St. Gallen sowie im Anschluss das Gymnasium Institut Dr. Pfister, ein Internat in Oberägeri im Kanton Zug, wo er 1988 die Eidgenössische Matura Typus E erhielt. Batliner ging nun nach Freiburg im Üechtland, um an der dortigen Universität Rechtswissenschaften zu studieren. Nach einem zweijährigen Studium wechselte er seine Studienrichtung und begann an der Universität Bern Germanistik zu studieren. Daneben studierte er gleichzeitig Kommunikationswissenschaften und Journalismus an der Universität Freiburg. 1998 beendete Batliner sein Studium mit der Lizentiatsarbeit Stilunterschiede der Printmedien: NZZ, Tages Anzeiger und Blick im Vergleich und erhielt den akademischen Grad lic. phil. der Philosophisch-Historischen Fakultät der Universität Bern.
Batliner kehrte anschliessend nach Liechtenstein zurück und wurde ab dem 1. Oktober 1998 bei dem Liechtensteiner Volksblatt als Redaktor für den Bereich Inland/Politik tätig. 1999 wurde er Chefredaktor beim Liechtensteiner Volksblatt und somit auch Mitglied der Geschäftsleitung dieser Tageszeitung. Das Amt bekleidete er bis zum 31. Oktober 2001. Batliner machte sich in der Folge selbstständig und gründete in Schaan ein eigenes Unternehmen für Kommunikation und Öffentlichkeitsarbeit. Von 2004 bis 2006 gehörte er dem Verwaltungsrat des Liechtensteinischen Rundfunks an.

## Politische Karriere
2009 wurde er zum Parteipräsidenten der Fortschrittlichen Bürgerpartei gewählt. Bereits sein Vater hatte dieses Amt von 1982 bis 1986 bekleidet. In den Jahren 2011 sowie im März 2013, wurde Batliner jeweils als Parteipräsident bestätigt. Im Dezember 2013 trat er von diesem Amt zurück. Sein Nachfolger wurde Elfried Hasler, der das Amt interimistisch führen wird. Im Februar 2017 wurde Batliner als stellvertretender Abgeordneter in den Landtag des Fürstentums Liechtenstein gewählt. Durch den Rücktritt von Johannes Hasler ist Batliner seit dem 6. November 2019 ordentlicher Abgeordneter des Landtages. Neuer stellvertretender Abgeordneter wiederum wurde Norman Walch. Bei der Landtagswahl im Februar 2021 konnte er sein Mandat nicht verteidigen und schied damit aus dem Landtag aus.
Im September 2014 wurde ihm das Komturkreuz des fürstlich liechtensteinischen Verdienstordens verliehen.

## Privatleben
Er ist seit Herbst 2001 mit der ehemaligen Skirennläuferin Birgit Heeb verheiratet und hat zwei Kinder, einen Sohn und eine Tochter. Während seines Studiums war er von 1994 bis 1997 Gründungspräsident des Vereins Liechtensteiner Studenten der Universität Freiburg gewesen. Batliner ist Gründungspräsident des Vereins Internationaler Sport in Liechtenstein (ISL), dem er heute noch vorsteht. Des Weiteren war er von 2005 bis 2012 Stiftungsrat der Fürst Franz Josef von Liechtenstein Stiftung. Er ist seit 2007 Mitglied bei International Sports Press Association (AIPS). Seit dem 1. Dezember 2014 ist Alexander Batliner Präsident des Vereins Sports Media Liechtenstein, welcher seinerseits ebenfalls Mitglied der AIPS ist.